# Tobias Halland Johannessen
Tobias Halland Johannessen (ur. 23 sierpnia 1999 w Drøbak) – norweski kolarz szosowy, górski i przełajowy. Olimpijczyk (2020).
Oprócz kolarstwa szosowego uprawiał również kolarstwo górskie, w którym zdobył medal mistrzostw świata juniorów oraz kolarstwo przełajowe, w którym stawał na podium mistrzostw Norwegii.
Kolarzem jest również jego brat bliźniak, Anders Halland Johannessen.

## Osiągnięcia

### Kolarstwo szosowe
Opracowano na podstawie:

2021
- 2. miejsce w Giro Ciclistico d’Italia
- 2. miejsce w Czech Cycling Tour
  - 1. miejsce na 3. i 4. etapie
- 1. miejsce w Tour de l’Avenir
  - 1. miejsce na 7. i 8. etapie
- 3. miejsce w Liège-Bastogne-Liège U23

2022
- 3. miejsce w Étoile de Bessèges
  - 1. miejsce w klasyfikacji młodzieżowej
  - 1. miejsce na 4. etapie
- 1. miejsce w klasyfikacji punktowej Tour of Norway
- 1. miejsce w klasyfikacji młodzieżowej Critérium du Dauphiné

### Kolarstwo górskie
Opracowano na podstawie:
2016
- 3. miejsce w mistrzostwach świata juniorów (cross-country)

## Rankingi

### Kolarstwo szosowe
| Rok             | 2021 | 2022 | 2023 | 2024 |
| --------------- | ---- | ---- | ---- | ---- |
| World Ranking   | 172. | 133. | 62.  | 114. |
| UCI Europe Tour | 148. | 110. | 51.  | 93.  |
|                 |      |      |      |      |
| Źródło: UCI     |      |      |      |      |